# Notoperla fasciata
Notoperla fasciata is een steenvlieg uit de familie Gripopterygidae. De wetenschappelijke naam van de soort is voor het eerst geldig gepubliceerd in 2006 door McLellan.